# S-2 (潜水艦)
S-2 (USS S-2, SS-106) は、アメリカ海軍の潜水艦。S級潜水艦の1隻。S-2 は「レイク型」S級潜水艦の原型であった。

## 艦歴
S-2は1917年7月30日にコネチカット州ブリッジポートのレイク・トルペード・ボート社で起工した。1919年2月15日にフィリップ・B・ブリルによって命名、進水し、1920年5月25日に艦長ウィリアム・M・キグリー少佐の指揮下就役する。
公試および艤装後、S-2は1921年7月22日にニューハンプシャー州ポーツマスを、所属部隊の第18潜水艦隊および第12潜水艦隊の姉妹艦と共に出航した。その巡航は、当時のアメリカ潜水艦にとっての長時間巡航の記録であった。艦隊はパナマ運河を経由して真珠湾に向かい、続いてルソン島のカヴィテに向かった。以前にアジア艦隊で活動した潜水艦は給炭艦に積み込まれ、固定されて運ばれた。
2つの艦隊は1921年12月1日にカヴィテ海軍ステーションに到着すると、同地を拠点として3年間活動した。部隊はしばしば上海、煙台、秦皇島、青島、厦門、呉淞といった中国の都市を訪問した。1924年10月29日に極東での任務は終了し、部隊はアメリカ西海岸に向かって出航した。しかしながら S-2はフィリピンに留まった。11月5日に S-2は予備役に置かれ、整備、維持の乗員だけが勤務したが、1928年5月5日に再就役した。
S-2は7月まで中国で過ごし、続いてフィリピンでの作戦任務を再開、その後不活性のためペンシルベニア州フィラデルフィアへの帰還を命じられた。1929年4月27日にマニラを出航、グアム、真珠湾、カリフォルニア、パナマ運河を経由してフィラデルフィア海軍造船所に8月5日到着する。S-2は11月25日に同地で退役した。機材が撤去された後、1931年に除籍され、同年9月14日に売却された。